# Глюбол
Глюбо́л (глюбо́лл, глюо́ний, глюо́нный адро́н) — гипотетическая составная частица, образованная только из глюонов, удерживаемых в «глюонном мешке» вследствие сильного (цветового) взаимодействия между ними, и синглетная (нейтральная) по цвету (то есть каждый глюон определённой комбинации цветов компенсируется глюоном/глюонами с антицветами таким образом, что частица в целом бесцветна). Ожидается, что глюболы имеют массу от 1 до 2 ГэВ; по более поздним расчётам в рамках решёточной модели квантовой хромодинамики масса основного состояния псевдоскалярного глюбола предсказывается в диапазоне 2,3—2,6 ГэВ.
В 2014 году Станислаус Яновски и Франческо Джакоза, исследовав резонансы f0(1370), f0(1500) и f0(1710) в рамках расширенной линейной сигма-модели, предположили, что последний может быть кандидатом на роль глюбола. В 2015 году Антон Ребхан и Фредерик Брюннер сообщили, что распад f0(1710) отвечает применённой ими модели Виттена — Сакаи — Сугимото.
В 2024 году физики из коллаборации BES III экспериментально подтвердили существование резонанса X(2370), характеристики которого хорошо согласуются с теоретическими предсказаниями для легчайшего псевдоскалярного глюбола, что позволяет предположить, что данный резонанс является глюболом. Масса резонанса составляет около 2395 МэВ с шириной распада около 188 МэВ, спин и чётность JPC = 0−+.